# Знаки почтовой оплаты Украины (2023)
Знаки почтовой оплаты Украины (2023) — перечень (каталог) знаков почтовой оплаты (почтовых марок), введённых в обращение почтой Украины в 2023 году. Всего было выпущено 47 почтовых марок, в том числе 42 памятных (коммеморативных) почтовых марок и пять стандартных марок десятого выпуска с литерными номиналами. Тематика коммеморативных марок охватывала юбилеи выдающихся деятелей культуры, памятники архитектуры Украины, знаменательные даты, виды представителей фауны и флоры и другие сюжеты. В обращение поступили марки номиналом 2,00; 3,00; 5,00; 7,00; 8,00; 16,00 гривен, а также марки с литерным номиналом «T», «H», «L» «M», «A», «F», «U», «W», «X».

## Список коммеморативных (памятных) марок
Порядок следования элементов в таблице соответствует номеру по каталогу марок Украины на официальном сайте Укрпочты (укр. КМД УДППЗ «Укрпошта»).
| № по каталогу | Изображение | Описание и источники | Номинал      | Дата выпуска          | Тираж     | Художник                     |
| ------------- | ----------- | --- | ------------ | --------------------- | --------- | ---------------------------- |
| № 2023—2027   |             | Поштовий блок «Воїни світла. Воїни добра»: «Дорожники»; «Енергетики»; «Водопостачальники»; «Зв'язківці»; «Газовики». с укр. — «Почтовый блок «Воины света. Воины добра.»: - «Дорожник» - «Энергетик» - «Водоснабженец» - «Связист» - «Газовый работник»» | M            | 15 февраля 2023 года  | 300 000   | Александр Никитюк            |
| № 2028        |             | Марка «ПТН ПНХ!». с укр. — «Марка «ПТН ПНХ!» | F +7,00 грн  | 24 февраля 2023 года  | 1 500 000 | Бэнкси                       |
| № 2029—2031   |             | Поштовий блок «Не забудемо! Не пробачимо! Буча. Ірпінь. Гостомель». с укр. — «Почтовый блок «Не забудем! Не простим!»: - Буча - Ирпень - Гостомель» | M            | 31 марта 2023 года    | 100 000   | Александр Никитюк            |
| № 2032        |             | Марка «Kalush Orchestra». с укр. — «Марка «Kalush Orchestra» | L            | 10 апреля 2023 года   | 780 000   | Святослав Романчак           |
| № 2038—2040   |             | Поштовий блок «Слава Силам оборони і безпеки України! Гвардія наступу:"Національна гвардія України"; "Державна прикордонна служба України"; "Національна поліція України". с укр. — «Почтовый блок " Слава Силам обороны и безопасности Украины! Гвардия наступления»: - «Национальная гвардия Украины» - «Государственная пограничная служба Украины» - «Национальная полиция Украины»» | F            | 9 мая 2023 года       | 235 000   | Александр Охапкин            |
| № 2041—2042   |             | Зчіпка «EUROPA. Мир — найвища цінність людства»:"Мир. Перемога. Україна"; "Мир — найвища цінність людства". с укр. — «Сцепка «EUROPA. Мир — высшая ценность человечества»: - «Мир. Победа. Украина» - «Мир-высшая ценность человечества»» | U A          | 24 мая 2023 года      | 300 000   | Линда Бос, Руна Эгильсдоттир |
| № 2043—2047   |             | Поштовий блок «Діти Перемоги малюють Україну майбутнього: «Найзаповітніша мрія. Олександра Федорчук, 14 років»; «Голуб миру. Вероніка Іванцова, 9 років»; «Дорогою в майбутнє. Олександра Бушинська, 13 років»; «Все буде Україна! Анастасія Мисько, 12 років»; «Щастя — це бути вдома. Варвара Колесова, 9 років». с укр. — «Почтовый блок «Дети Победы рисуют Украину будущего»: - «Самая заветная мечта. Александра Федорчук, 14 лет» - «Голубь мира. Вероника Иванцова, 9 лет» - «Дорогой в будущее. Александра Бушинская, 13 лет» - «Всё будет Украина! Анастасия Мисько, 12 лет» | U            | 1 июня 2023 года      | 135 000   | Дети                         |
| № 2048        |             | Марка «Слава Силам оборони і безпеки України!» Головне управління розвідки Міністерства оборони України. с укр. — «Марка «Слава Силам обороны и безопасности Украины!» ГУР МОУ» | F            | 30 июня 2023 года     | 1 075 000 | Александр Охапкин            |
| № 2049        |             | Марка «Слава Силам оборони і безпеки України!» Служба безпеки України. с укр. — «Марка «Слава Силам обороны и безопасности Украины!» СБУ» | F            | 26 июля 2023 года     | 1 075 000 | Александр Охапкин            |
| № 2050        |             | Марка «Винищувачі зла». с укр. — «Марка «Истребители зла» | F +16,00 грн | 4 августа 2023 года   | 600 000   | Максим Павленко              |
| № 2051        |             | Марка «Україна-мати». с укр. — «Марка «Украина-мать» | U            | 24 августа 2023 года  | 600 000   | Зинаида Кубарь               |
| № 2052        |             | Марка «Вічна пам'ять!». с укр. — «Марка «Вечная память!» | U +3,00 грн  | 29 августа 2023 года  | 500 000   | Олег Шупляк                  |
| № 2053—2056   |             | Поштовий блок «Міста Героїв. Харківщина: «Харків»; «Балаклія»; «Куп'янськ»; «Ізюм». с укр. — «Почтовый блок «Города Герои. Харьковская область»: - «Харьков» - «Балаклея» - «Купянск» - «Изюм» | M            | 14 сентября 2023 года | 75 000    | I AM IDEA                    |
| № 2057—2062   |             | Поштовий блок «Зброя Перемоги. Світ з Україною»: «Challenger 2»; «Leopard 2»; «MIM-104 Patriot»; «CAESAR»; «M2 Bradley». с укр. — «Почтовый блок «Оружие Победы. Мир с Украиной»: - «Челленджер 2» - «Леопард-2» - «Пэтриот» - «CAESAR» - «M2 «Брэдли»» | F+2,00 грн   | 29 сентября 2023 года | 160 000   | Братья Харук                 |
| № 2063        |             | Марка «Хрест бойових заслуг». с укр. — «Марка «Крест боевых заслуг» | L            | 26 октября 2023 года  | 450 000   | Владимир Таран               |
| № 2064—2065   |             | Поштовий блок «Героїчні професії. Залізні люди»: «Евакуаційний потяг. Херсон»; «Львів. Евакуаційний потяг». с укр. — «Почтовый блок «Героические профессии. Железные люди»: - «Эвакуационный поезд. Херсон» - «Львов. Эвакуационный поезд» | W            | 1 ноября 2023 года    | 150 000   | Виктор Гудаков               |
| № 2066        |             | Марка «Подарунки Святого Миколая». с укр. — «Марка «Подарки Святого Николая» | M+ 5,00 грн  | 6 декабря 2023 года   | 600 000   | Константин Лавро             |
| № 2067—2069   |             | Поштовий блок «Українські колядки в Києво-Печерській лаврі»: «Успенський собор XVII»; «Даруй літа щасливії нашій славній Україні»; «Успенський собор. XVIII—XX». с укр. — «Почтовый блок «Украинские колядки в Киево-Печерской лавре»: - «Успенский собор XVII» - «Дари лета счастливее нашей славной Украине» - «Успенский собор XVIII—XX» | FX           | 22 декабря 2023 года  | 140 000   | Николай Кочубей              |

## Десятый выпуск стандартных марок
В 2023 году выпущено 5 марок десятого выпуска стандартных марок независимой Украины: в обращение поступил знаки почтовой оплаты литерным номиналом: «Н», «Т», «L», «F», «X», которые соответствует заранее указанному Укрпочтой тарифу на пересылку корреспонденции, а также эквивалентны определённой сумме в гривнях или долларах США, стоимость для продажи последних рассчитывается по курсу НБУ.
Порядок следования элементов в таблице соответствует номеру по каталогу марок Украины на официальном сайте Укрпочты (укр. КМД УДППЗ «Укрпошта»).
| № по каталогу | Изображение | Описание и источники                                                                                                   | Номинал | Дата выпуска          | Тираж     | Художник            |
| ------------- | ----------- | --- | ------- | --------------------- | --------- | ------------------- |
| № 2033        |             | «Писанки»:Івано-Франківська область, с. Тростянець. с укр. — «Марка «Писанки: Ивано-Франковская область, с. Тростянец» | Н       | 21 апреля 2023 года   | 1 000 000 | Наталья Андрейченко |
| № 2034        |             | «Писанки»:Гуцульщина. с укр. — «Марка «Писанки: Гуцульщина»                                                            | Т       | 21 апреля 2023 года   | 1 000 000 | Наталья Андрейченко |
| № 2035        |             | «Писанки»:Одеська область. с укр. — «Марка «Писанки: Одесская область»                                                 | L       | 12 сентября 2023 года | 1 000 000 | Наталья Андрейченко |
| № 2036        |             | «Писанки»:Волинська область. с укр. — «Марка «Писанки: Волынская область»                                              | F       | 12 сентября 2023 года | 1 000 000 | Наталья Андрейченко |
| № 2037        |             | «Писанки»:Чернівецька обл., с. Виженка. с укр. — «Марка «Писанки: Черновицкая область, с. Виженка»                     | X       | 12 сентября 2023 года | 1 000 000 | Наталья Андрейченко |

## Конверты первого дня
| № по каталогу | Конверт | Почтовый штемпель | Описание и источники | Дата выпуска         | Тираж  | Художник          |
| ------------- | ------- | ----------------- | --- | -------------------- | ------ | ----------------- |
| КПД 823       |         |                   | Воїни світла. Воїни добра с укр. — «Воины света. Воины добра»                                                                          | 15 февраля 2023 года | 50 000 | Александр Никитюк |
| КПД 825       |         |                   | Не забудемо! Не пробачимо! Буча. Ірпінь. Гостомель с укр. — «Не забудем! Не простим! Буча. Ирпень. Гостомель»                          | 31 марта 2023 года   | 40 000 | София Рябоконь    |
| КПД 826       |         |                   | Kalush Orchestra с укр. — «Kalush Orchestra»                                                                                           | 10 апреля 2023 года  | 40 000 | Алеся Вакуленко   |
| КПД 815       |         |                   | Десятий стандартний випуск поштових марок. Українська писанка с укр. — «Десятый стандартный выпуск почтовых марок. Украинская писанка» | 21 апреля 2023 года  | 50 000 | Наталья Кохаль    |